# Typhula pertenuis
Typhula pertenuis är en svampart som beskrevs av Remsberg 1940. Typhula pertenuis ingår i släktet Typhula och familjen trådklubbor.   Inga underarter finns listade i Catalogue of Life.